# Eduard Birgfeld
Eduard Adolf Heinrich Birgfeld (* 12. September 1887 in Hamburg; † 7. Mai 1939 in Frankfurt am Main) war ein deutscher Schachkomponist, -redakteur und -funktionär, sowie Arzt und Klinikleiter.

## Leben

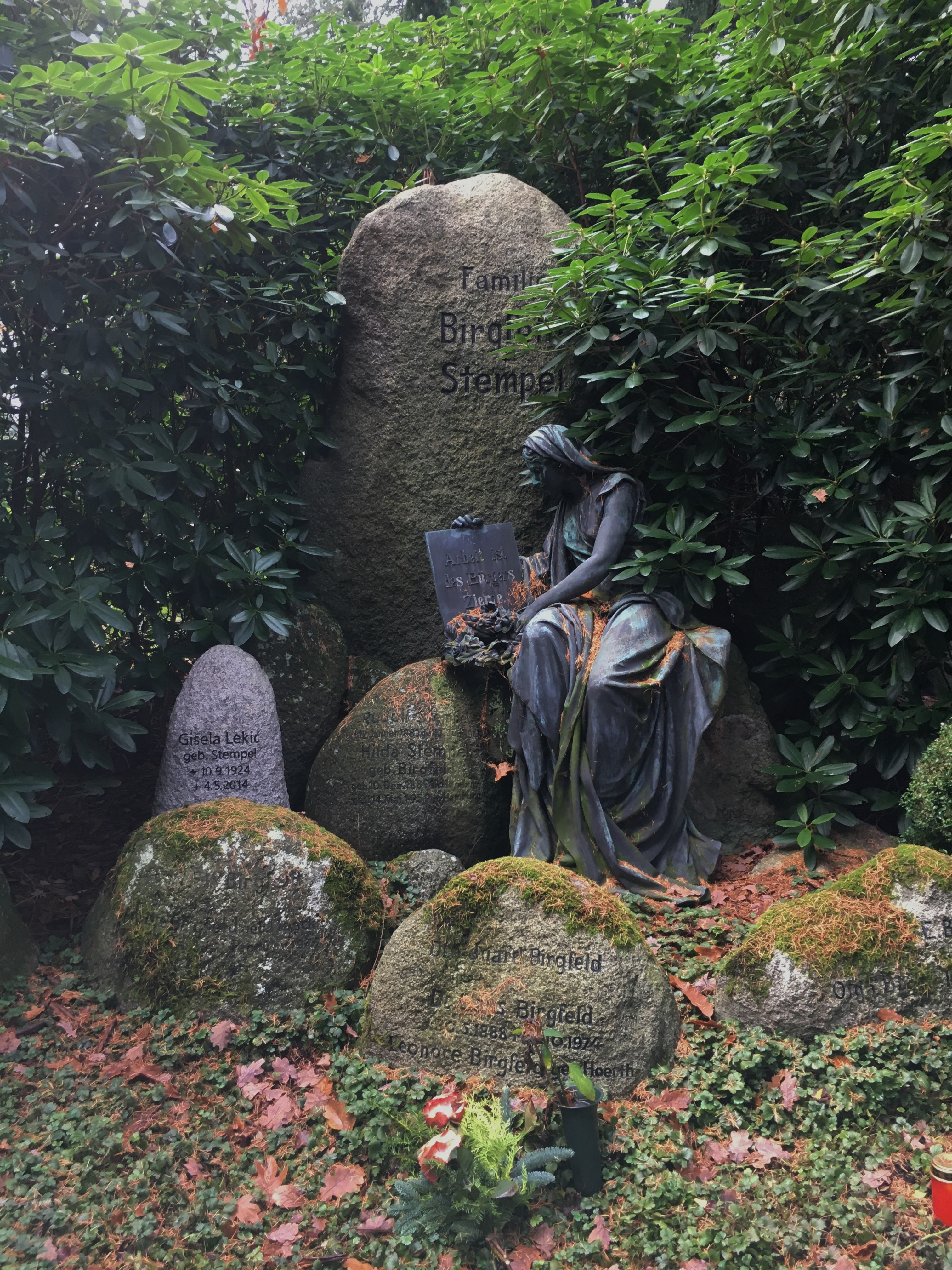
Familiengrabstätte auf dem Friedhof Ohlsdorf

Birgfelds Hauptrichtung waren Selbstmattaufgaben. Berühmt ist sein 1922 herausgegebenes Buch Fata Morgana mit 950 Zugwechselaufgaben, davon 700 Urdrucke.
Von 1924 bis 1928 leitete er die Schachspalte im Chemnitzer Tageblatt, die durch ihren Reichtum und Inhalt vergleichbare Rubriken in anderen Zeitungen in den Schatten stellte. Ein Filetstück waren die unter der Überschrift Problematikus als Globetrotter von Wolfgang Pauly verfassten Berichte über Flugreisen rund um die Welt, denen entsprechende Schachkompositionen aus den bereisten Regionen beigefügt waren. Zweifellos war das Aufblühen dieser Schachspalte untrennbar verbunden mit den rastlosen Aktivitäten Birgfelds bei der Knüpfung von Kontakten zu Schachkomponisten in aller Welt.
Francisco Benkö berichtet:
Ich erinnere mich noch heute, dass Dr. Birgfeld, ein sehr sympathischer Herr, der in Meißen wohnte, mehrmals zu einem Schwalben-Abend nach Berlin kam. Besonders erinnere ich mich, als er einmal seinen berühmten Selbstmatt-Vierzüger mit dem Rundlauf des weißen Königs zeigte. Ich glaube, dieses Problem ist im Buch Fata-Morgana nachgedruckt, ein Buch, das ich nie zu Gesicht bekommen habe und gerne gekauft hätte. Bei der Nachdruckangabe irrte Benkö jedoch.
Birgfeld bemühte sich seit 1926 um Gründung und Aufbau einer internationalen Vereinigung für Schachkomponisten und war ab 1928 erster Präsident des IPB (International Problem Board), eines internationalen Zusammenschlusses, noch ganz auf privater Ebene und ohne Rückhalt in den großen nationalen Schachorganisationen. Der IPB hat als solcher die Jahrzehnte überdauert, bis er 1959 in Wiesbaden ganz offiziell von der drei Jahre zuvor gegründeten Ständigen Kommission für Schachkomposition abgelöst wurde.
Von 1928 bis 1939 war Birgfeld Vorsitzender des Vereins Schwalbe. Unter seiner Leitung und durch sein beharrliches Wirken wurde erstmals Existenz und Fortbestand dieses Vereins gesichert, nicht nur durch freiwillige finanzielle Unterstützungen, sondern vor allem durch permanente Mitgliederwerbung.
|   | a | b | c | d | e | f | g | h |   |
| 8 |   |   |   |   |   |   |   |   | 8 |
| 7 |   |   |   |   |   |   |   |   | 7 |
| 6 |   |   |   |   |   |   |   |   | 6 |
| 5 |   |   |   |   |   |   |   |   | 5 |
| 4 |   |   |   |   |   |   |   |   | 4 |
| 3 |   |   |   |   |   |   |   |   | 3 |
| 2 |   |   |   |   |   |   |   |   | 2 |
| 1 |   |   |   |   |   |   |   |   | 1 |
|   | a | b | c | d | e | f | g | h |   |

Lösung:

1. Kh5–g6 Ka6xb6

2. Kg6–f5+ Kb6–c5

3. Kf5–g4+ Kc5–d4

4. Kg4–h5+ Se2–f4 matt

## Beruf
Birgfeld arbeitete als Oberarzt in Chemnitz und wurde Ende 1928 zum Leiter des Städtischen Krankenhauses in Meißen berufen.

## Privates
Sein Grab liegt in der Hamburger Familiengruft auf dem Friedhof Ohlsdorf im Planquadrat AA 23.

## Werke
- Moderne Ideenkomposition im Selbstmatt. Selbstverlag, Chemnitz, 1921
- Fata Morgana. Eine Studie über den Zugwechsel im Selbstmatt. Stein, Berlin-Halensee, 1922
- Zur Darstellung logischer Kombinationen. In: Schachkongress Teplitz-Schönau: im Oktober 1922. Teplitz-Schönau, 1923, S. 391–414